# お台場レインボー公園
お台場レインボー公園（おだいばれいんぼーこうえん）は、東京都港区台場一丁目にある公園である。1996年開園、面積は約11000m2。

## 概要
広い芝生・複合型遊具があり、レインボーブリッジや東京湾も見える。子供用遊具は東京臨海副都心内で一番充実している。大きな風車があり風力発電施設がある。
通年入園自由、無料。近くにトイレ有り。ベンチ数個有り。飲料自動販売機あり・駐車場無し。夜間は暗い。

## アクセス
- ゆりかもめお台場海浜公園駅から徒歩4分。
- 都バス海01系統、波01出入系統、都05-2系統「お台場海浜公園前」下車、徒歩5分。
- りんかい線東京テレポート駅から徒歩9分。

## 周辺施設
- お台場海浜公園
- 台場公園